# 4338 Velez
4338 Velez (1985 PB1) là một tiểu hành tinh vành đai chính được phát hiện ngày 14 tháng 8 năm 1985 bởi Ted Bowell ở Flagstaff.